# Christian Carl Gabel

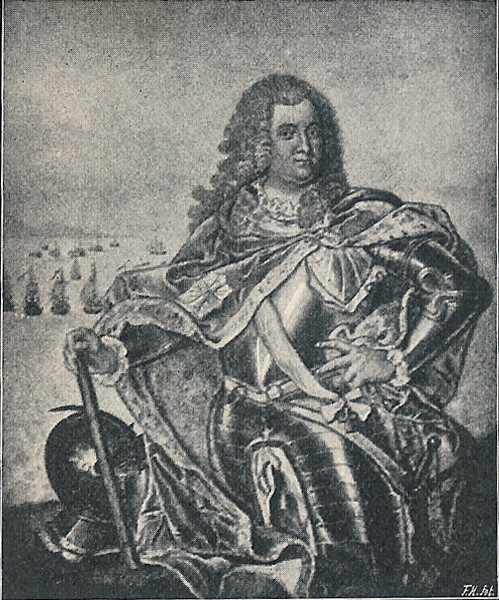
Christian Carl Gabel

Christian Carl Gabel (* 10. November 1679; † 3. August 1748 in Ribe) war ein dänischer Vizeadmiral und Oberkriegssekretär.

## Familie
Christian Carl Gabel war der Sohn von Frederik von Gabel (Frederik Christoffersen Gabel). Über seine Jugend ist nichts bekannt.
Er war zweimal verheiratet. Die erste Heirat war mit Frederike Christiane Schult, Tochter des Geheimrats Diderik Schult und dessen Ehefrau Ermegard Sophie Gabel. Die acht Kinder aus dieser Ehe verstarben alle in jungen Jahren, und Frederike starb 1731. Im folgenden Jahr heiratete er Anna Benedicte Steensen, Witwe des Generalleutnants Christian Rantzau-Friis und Tochter des Oberstleutnants Erik Steensen und dessen Frau Vibeke Urne. Diese Ehe blieb kinderlos. Anna starb 1756 in Ribe. Gabel starb 1748 und wurde in der Kirche von Bramming begraben.
Gabel hatte neben seinen militärischen Fähigkeiten auch hervorragende Kenntnisse in kaufmännischen Bereichen. Im Jahre 1709 kaufte er nach dem Tod seines Vaters den Gutshof Bregentved. 1718 verkaufte er den Hof mit beträchtlichem Gewinn an den dänischen König. Im Laufe seines Lebens besaß Gabel mehrere Grundstücke und Herrenhäuser in ganz Dänemark.

## Militärische Laufbahn im Großen Nordischen Krieg
Erstmals wird er im Jahre 1700 als Kapitänleutnant erwähnt. 1704 wurde er zum Kapitän, 1710 zum Kommandørkaptajn, 1714 zum Schoutbynacht und 1715 zum Vizeadmiral ernannt.
Im Jahre 1712 diente Gabel, in der Flotte von Ulrik Christian Gyldenløve, auf dem dänischen Flaggschiff Prinsessan Hedvig Sophia als Kapitän. Er nahm an der Seeschlacht vor Rügen Ende September 1712 teil. Der Sieg über die schwedische Flotte beeinflusste den Fortgang des Großen Nordischen Krieges sehr stark, denn in den über 100 erbeuteten schwedischen Schiffen befand sich der Nachschub für die belagerten Festungen Stralsund, Stettin und Wismar sowie Nahrungsmittel und Munition für die schwedische Armee in Pommern.
Im Jahre 1714 wurde Gabel in die Flotte des Admirals Peter Raben versetzt. In der Folge erhielt er eine eigene kleine Flottille. Eines seiner Schiffe, die Fregatte Løvendals Galej, wurde von Kapitän Peter Wessel Tordenskiold kommandiert.

### Seeschlacht bei Fehmarn 1715
Im Jahr 1715 standen sich eine dänische Flottille, bestehend aus 10 Schiffen, unter dem Kommando von Gabel und eine schwedische Flottille unter dem Kommando von Schoutbynacht Carl Hans Wachtmeister im Fehmarnbelt gegenüber. In der Schlacht gelang es den Dänen, die schwedische Flotte in die Enge zu treiben. Der schwedische Schoutbynacht Wachtmeister sah sich gezwungen, sein Flaggschiff zu versenken. Er kapitulierte vor Gabel und ging mit insgesamt 1800 schwedischen Seeleuten in Gefangenschaft. Der Sieg über die schwedische Flotte und die Erbeutung von fünf Kriegsschiffen brachten Gabel viel Ansehen und die Beförderung zum Vizeadmiral.

### Seeschlacht bei Jasmund
Im Sommer 1715 wurde erneut eine schwedische Flotte ausgesandt, um die dänische Flotte aufzuspüren und zu besiegen. Die Wiedererlangung der Vormachtstellung in der Ostsee war überlebenswichtig für die schwedischen Truppen in Schwedisch-Pommern. Die 28 Schiffe umfassende Flotte stand unter dem Kommando von Admiral Claes Sparre.
Nachdem die dänische Hauptflotte kurzzeitig in Göteborg gelegen hatte, lief sie Ende Juli 1715 in Richtung Rügen aus. Am 8. August kam es vor der Insel zum Gefecht. Die schwedische Flotte wurde besiegt und zog sich unter die Kanonen der Festung Karlskrona zurück. Kurz nach dem Gefecht musste Admiral Raben aus gesundheitlichen Gründen an Land gehen und Gabel wurde kurzzeitig zum Oberbefehlshaber der dänischen Hauptflotte. Bei der Eroberung der Festung Stralsund spielte er aber nur eine Nebenrolle. Die Seeoperationen der Flotte leitete der Vizeadmiral Christen Thomesen Sehested.
1717 gab er das Oberkommando wieder an Admiral Raben ab und wurde am 31. Mai ehrenhaft aus dem Militärdienst entlassen. Er wurde zum Oberkriegssekretär (overkrigssekretær) gewählt, einer mit einem Kriegsminister vergleichbaren Stellung. Allerdings hatte er kein Stimmrecht im dänischen Gehejmekonseil. Im selben Jahr wurde er zum Ritter des Dannebrogordens ernannt.

## Oberkriegssekretär (1717–1725)
Nach dem Frieden mit Schweden bekam Gabel die schwierige Aufgabe, die dänische Marineverwaltung zu erneuern.
Die finanzielle Lage der Marine war katastrophal, die Mannschaften waren bereits seit 1,5 Jahren ohne Sold. Das Offizierskorps war viel zu alt und durch Vetternwirtschaft zu großen Teilen mit unfähigen Offizieren besetzt. Die Moral innerhalb der Marine war sehr schlecht. Die Schiffe waren abgenutzt und veraltet. Die Notlage der Matrosen konnte man daran erkennen, dass es den Frauen von Gabel persönlich erlaubt worden war, „stjæle eller tigge“ (zu stehlen oder zu betteln), um genügend zum Leben zu haben.
Zu Gabels ersten Maßnahmen gehörte die Pensionierung der alten Offiziere. Der Wehrsold wurde schnellstmöglich an alle Angehörigen der Marine ausgezahlt. Des Weiteren wurden das Dienstreglement und die Uniformierung verbessert. Die Flotte wurde modernisiert, der Marinestützpunkt Holmen in der Nähe der Hauptstadt Kopenhagen wurde vergrößert und die Befestigungsanlagen wurden ausgebaut. Das Justizwesen der Marine wurde vollkommen überarbeitet.
Innerhalb kürzester Zeit verbesserten sich die Verhältnisse in allen Bereichen. Die Verwaltung wurde in der Folge immer zentraler und Gabel hatte eine beträchtliche Machtfülle innerhalb der Armee erreicht. Obwohl er nicht im Gehejmekonseil saß, hatte er großen Einfluss auf den dänischen König Friedrich IV. Gabel geriet während seiner Amtszeit immer wieder mit dem einflussreichen Bischof Bartholomæus Deichman, welcher sich speziell ab 1720 auch um die Finanzen des Königs kümmerte, aneinander. Dieser bezichtigte Gabel der Korruption und Vetternwirtschaft. Ein Untersuchungsausschuss konnte keine eindeutigen Beweise gegen Gabel finden und das Verfahren wurde eingestellt. In der Folge ermächtigte der König ihn, politische Verhandlungen mit dem Schwiegersohn des Zaren Peter dem Großen, dem Herzog Karl Friedrich (Schleswig-Holstein-Gottorf), zu führen. Die Verhandlungen, die ohne Wissen des Gehejmekonseil geführt wurden, kamen zu keinem konkreten Ergebnis und begannen, das Ansehen des Königs zu schädigen. Der König entließ Gabel aus dieser Funktion und enthob ihn ebenfalls von seinem Amt als Kriegsminister. Spätere Untersuchungen von Historikern ergaben, dass Gabel wahrscheinlich nur der Mittelsmann in den Verhandlungen zwischen dem König und dem Herzog war.

## Stiftsamtmann und Geheimrat
Nach dem Tod des Stiftsamtmanns von Ribe, Herrn Henrik Ernst von Kalneins, wurde Gabel zu dessen Nachfolger ernannt. Durch Heirat mit Anna Benedicte Steensen kam er in den Besitz eines Herrenhauses in Bramming; dort verbrachte er den Rest seines Lebens.
Im Jahr 1731 wurde er zum Geheimrat ernannt. Als Stiftsamtmann verbesserte er den Schul- und Kirchendienst in seiner Gemeinde. Er erlangte schnell ein sehr hohes Ansehen bei seinen Untergebenen.

## Nachruf
Trotz seiner Beliebtheit beim Volk wurde er von Zeitgenossen, aus Unwissenheit oder persönlichen Motiven, oft negativ dargestellt. Jens Møller (dänischer Theologe und Historiker) schreibt über Gabel:

„Es ist, Gott sei Dank, eine seltene Ausnahme, einen Mann wie diesen Gabel zu finden; er begann seine Karriere als Tordenskjolds würdiger Konkurrent als schneller und mutiger Marineoffizier, aber später wurde er zu einem verabscheuungswürdigen Höfling.“

Späte Forscher wie Christian Walter Bruun und Edvard Holm jedoch beurteilten seine Person milder und wahrscheinlich gerechter. Zum Beispiel, dass er als Oberkriegssekretär recht unempfänglich für Korruption gewesen sei.